# Ernst Paul
Ernst Paul (27. dubna 1897 Kamenec – 11. června 1978 Gallspach) byl československý sudetoněmecký a německý sociálnědemokratický politik.

## Život
Po absolvování základní školy Paul zpočátku pracoval jako farmář. Poté pracoval v textilním průmyslu a vyučil se sazečem. Od roku 1912 byl členem Sdružení mladých rakouských dělníků (Verband jugendlicher Arbeiter Österreichs). V první světové válce sloužil na frontě, poté byl redaktorem časopisu Sozialdemokrat v Praze. Po obsazení Sudet nacistickým Německem se přestěhoval do vnitřních Čech a pomáhal německým sociálním demokratům s emigrací, následně uprchl do Švédska. Po skončení druhé světové války bojoval proti odsunu sudetských Němců z Československa a organizoval ze Švédska pomoc odsunutým.
Exil ve Švédsku opustil v roce 1948 a usadil se v Esslingenu am Neckar. V letech 1949 až 1952 byl šéfredaktorem Allgemeine Zeitung ve Stuttgartu. Z jeho pozůstalosti vznikla Nadace Ernsta a Gisely Paulových, která finančně podporuje výzkumné práce o sudetoněmeckém dělnickém hnutí.

## Politická činnost
V roce 1918 Paul vstoupil do Německé sociálnědemokratické dělnické strany v Československu (DSAP), kde v letech 1932 až 1938 působil jako tajemník, vedle toho byl předsedou sociálnědemokratického svazu mládeže v letech 1919 až 1926. V letech 1923 až 1932 byl členem a předsedou Socialistické internacionály mládeže. V roce 1934 se stal členem a předsedou Republikanische Wehr, sociálnědemokratické domobrany věrné československé vládě.
Po přestěhování ze Švédska do Německa Paul vstoupil do SPD. V roce 1951 spoluzakládal Seligerovo sdružení a v letech 1966 až 1972 byl jeho spolkovým předsedou, vedl také archiv Josefa Seligera. Byl poslancem Bundestagu od prvních spolkových voleb v roce 1949 až do roku 1969, a to vždy za SPD v Bádensku-Württembersku. Ve Spolkovém sněmu byl mimo jiné mluvčím svého klubu pro obrannou politiku. Při úvahách o vzniku Bundeswehru se Paul zasadil o vytvoření úřadu zplnomocněnce ozbrojených sil podle vzoru švédského vojenského ombudsmana. Byl také členem Parlamentního shromáždění Rady Evropy, kde v letech 1958 až 1966 předsedal výboru pro obyvatelstvo a uprchlíky. Od roku 1953 do roku 1973 byl členem zastupitelstva okresu Esslingen.

## Dílo
- Es gibt nicht nur ein Lidice (Mnichov, 1960)
- Was nicht in den Geschichtsbüchern steht
  - 1. a 2. díl: Ruhm und Tragik der sudetendeutschen Arebterbewegung (Mnichov, 1961 a 1966)
  - 3. díl: Das Tragische Jahr 1938 (Mnichov, 1972)
- Sudetendeutsche - Stiefkinder der Geschichte (Mnichov, 1967)
- Oswald Hillebrand: Ein Lebensbild nach archivalischen Unterlagen (Stuttgart, 1976)
- Lidice - Brno - Ústí nad Labem: místa českého a německého utrpení (Praha, 1990; Mnichov, 1994)
- Aufzeichnungen und Erinnerungen. In: Deutscher Bundestag, Wissenschaftliche Dienste, Abteilung Wissenschaftliche Dokumentation: Abgeordnete des Deutschen Bundestages. Aufzeichnungen und Erinnerungen, sv. 2, s. 141–187 (Boppard am Rhein, 1983)